# Subsistem multimedia IP
Un subsistem multimedia IP (IMS, în engleză IP Multimedia Subsystem) este o arhitectură standardizată de rețea de ultimă generație pentru operatorii de telefonie care vor să ofere servicii multimedia fixe sau mobile. Folosește o implementare de Voce peste IP (VoIP) bazată pe implementarea protocolului SIP, standardizată de către 3GPP care rulează peste standardul IP. Ambele sisteme telefonice existente în prezent, atât cele bazate pe comutație de pachete, cât și cele bazate pe comutația de circuite, sunt suportate.
Țelul subsistemului multimedia IP nu este numai de a furniza noi servicii, ci de a oferi toate serviciile (prezente și viitoare), pe care le oferă Internetul. În acest fel, IMS va oferi operatorilor de rețele posibilitatea să controleze și să taxeze fiecare serviciu. În plus, utilizatorii își vor putea folosi toate serviciile și când sunt în roaming, și când sunt în rețelele lor de bază. Pentru a îndeplini aceste obiective, IMS folosește protocoale IP publice, definite de către IETF. Prin urmare, sesiunea multimedia stabilită între doi utilizatori IMS, sau între un utilizator de IMS și unul din internet, precum și între doi utilizatori din internet, va fi făcută folosindu-se același protocoale. Mai mult, interfețele pentru dezvoltatorii de servicii sunt de asemenea bazate pe protocoale IP. Din aceste motive, IMS-ul unește Internetul cu lumea telefoniei celulare; folosește tehnologiile celulare pentru furnizarea accesului pe scară largă, și tehnologiile Internet pentru a furniza servicii atrăgătoare pentru utilizatori.

## Istorie
- IMS a fost inițial definit de un forum al industriei numit 3G.IP, format în anul 1999. 3G.IP a proiectat arhitectura inițială de IMS, care a fost predată către 3rd Generation Partnership Project (3GPP), ca parte a muncii de standardizare pentru telefonia mobilă 3G din rețelele UMTS. A apărut inițial în distribuția nr. 5 (Evoluția de la rețele 2G la rețele 3G), prin adăugarea de sesiuni multimedia bazate pe SIP. A fost de asemenea adăugat și suportul pentru mai vechile rețele GSM și GPRS.
- Implementările inițiale de IMS au fost definite pentru a permite implementări de IMS care nu aveau suport pentru toatalitatea cerințelor IMS-ului (implementări parțiale).
- 3GPP2 (o organizație diferită) a pus fundamentele pentru CDMA2000 Multimedia Domain (MMD) pe 3GPP IMS, adăugând astfel suportul pentru CDMA2000.
- Distribuția 3GPP nr. 6 a adăugat interoperabilitatea cu rețelele locale fără fir.
- Distribuția 3GPP nr. 7 a adăugat interoperabilitatea cu rețelele de telefonie fixă, prin conlucrarea cu TISPAN R1.

## Convergența fix/mobil
IMS a fost inițial proiectat pentru rețelele mobile, dar prin adăugarea TISPAN în distribuția cu numărul 7, rețelele de telefonie fixă sunt de asemenea suportate. Acest lucru poartă denumirea de convergență fix/mobil, care a devenit mai apoi (în 2005) una dintre principalele tendințe din industria de telecomunicații.
Viziunea este aceea ca utilizatorii să aibă un telefon cu un singur număr de telefon, o singură agendă telefonică și mesagerie vocală, care să profite de prețul redus și lățimea mare de bandă a liniilor fixe de acasă, precum și de mobilitatea pe care o oferă rețelele de telefonie mobilă. IMS-ul include de asemenea transferul fără întreruperi ale apelului telefonic între liniile fixe de telefonie și rețeaua de telefonie mobilă.
Companiile de telefonie pot oferi servicii utilizatorilor fără a fi limitate de locul în care se află aceștia, sau modul de acces, ori modelul terminalului. IMS garantează interoperabilitatea dintre sistemele telefonice existente, dar și o cale de modernizare spre sesiuni multimedia (precum videotelefoanele).
Criticii spun ca operatorii de telefonie fixă sunt interesați în principal de extinderea serviciilor lor în spațiul operatorilor de telefonie mobilă (și vice-versa), reducându-și în același timp costurile operaționale prin folosirea tehnologiei voce peste IP (VoIP).

## Principiile de bază
- Independența accesului: IMS va lucra probabil cu orice rețea (fixă, mobilă sau fără fir) cu comutație de pachete, precum GPRS, UMTS, CDMA2000, WLAN, WiMAX, DSL, cablu ș.a. Sistemele învechite cu comutație de circuite (POTS, GSM) sunt suportate prin intermediul unor pasarele electronice. Interfețele deschise dintre nivelele de control și servicii permit combinarea elementelor și apelurilor/sesiunilor din diferite tipuri de rețele.

- Diferite arhitecturi de rețea: IMS permite operatorilor și furnizorilor folosirea diferitelor arhitecturi de rețea.

- Mobilitatea utilizatorilor și a terminalelor: Rețeaua mobilă asigură mobilitatea terminalelor (roaming), iar mobilitatea utilizatorilor este asigurată prin IMS și SIP.

- Generalizarea serviciilor bazate pe protocolul IP: IMS ar trebui să ușureze oferirea oricărui serviciu bazat pe IP. Printre exemple putem include VoIP, metoda Apasă și vorbește (POC), jocuri multiutilizatori, videoconferință, mesagerie, servicii comunitare, informații de prezență și distribuția de conținut. Cel mai vizibil rezultat al suportului pentru un asemenea standard ar trebui să fie faptul că nu ar mai fi nici o diferență între o convorbire telefonică mobil-mobil sau mobil-fix și ceea ce astăzi este înțeles prin navigarea pe internet cu ajutorul unui browser web. Rețeaua ar trebui să fie unificată și transparentă din punct de vedere logic.

## Arhitectură
Rețeaua de bază a subsistemul multimedia IP este o colecție de diferite funcții, legate între ele prin intermediul unor interfețe standardizate. O funcție nu este un nod (o cutie fizică): un implementator este liber să grupeze două funcții într-un singur nod, sau să împartă o singură funcție în două sau mai multe noduri. Fiecare nod poate de asemenea fi prezent în rețea de mai multe ori pentru distribuirea procesării datelor și controlul erorilor care pot apărea din cauza problemelor de organizare.

### Rețeaua de access
Utilizatorul se poate conecta la o rețea IMS folosind diferite metode, dar toate folosesc protocolul standard Internet Protocol (IP). Dispozitivele IMS (telefoanele mobile, PDA-urile, calculatoarele, ...), se pot înregistra direct într-o rețea IMS, chiar dacă sunt în roaming într-o altă țară sau o rețea străină (rețea vizitată). Singura cerință este să folosească IPv6 (de asemenea IPv4 de la începuturile IMS) și să ruleze agenți SIP. Accesul fix (exemplu: DSL, modemurile cu cablu, Ethernet, ...), accesul mobil (W-CDMA, CDMA2000, GSM, GPRS, ...) și accesul fără fir (WLAN, WiMAX, ...) sunt toate suportate. Alte sisteme telefonice precum POTS (vechile telefoane analogice), H.323 și sistemele VoIP incompatibile IMS sunt suportate prin intermediul unor pasarele electronice.

### Rețeaua de bază

#### Baza de date a utilizatorilor
HSS (Home Subscriber Server) este baza de date primară care oferă suport pentru entitățile din rețeaua IMS care administrează apelurile telefonice/sesiunile. El conține informații legate de modul de subscriere al utilizatorului (profilul utilizatorului), face autentificarea și autorizarea utilizatorilor, și poate oferi informații despre poziția fizică a utilizatorilor. Este similar cu HLR-ul și AUC din rețeaua GSM.
Un SLF (Subscriber Location Function) este necesar atunci când sunt utilizate mai multe HSS-uri. Atât HSS cât și SLF implementează protocolul DIAMETER (interfețele Cx, Dx și Sh).

##### Identitățile utilizatorilor
În rețelele normale 3GPP, sunt folosite următoarele identități:
- International Mobile Subscriber Identity (IMSI)
- Temporal Mobile Subscriber Identity (TMSI)
- International Mobile Equipment Identity (IMEI)
- Mobile Subscriber ISDN Number (MSISDN)

IMSI este un identificatori unic de utilizator care se găsește pe SIM. Pentru a îmbunătăți securitatea, un TMSI este generat pentru o locație geografică. În timp ce IMSI/TMSI sunt folosite pentru identificarea utilizatorului, IMEI-ul este un identificator specific unui dispozitiv. MSISDN este numărul de telefon al unui utilizator.
Prin IMS, următoarele identități adiționale au fost implementate:
- IP Multimedia Private Identity (IMPI)
- IP Multimedia Public Identity (IMPU)

Nici una dintre ele nu sunt numere de telefon sau alte grupuri de cifre, ci URI-uri, care pot fi cifre (precum tel-uri, ex: tel:+1-555-123-4567) sau identificatori alfanumerici (sip-uri, precum sip:john.doe@example.com).
IMPI este specific unui telefon, și poate avea multiple IMPU per IMPI (de obicei un tel-uri și un sip-uri). IMPU poate fi folosit în comun cu alt telefon, astfel încât să fie găsit prin intermediul aceleiași identități (spre exemplu un singur număr de telefon pentru întreaga familie).
Baza de date HSS cu utilizatori conține, dar nu e limitată la IMPU, IMPI, IMSI și MSISDN.

#### Controlul apelului/sesiunii
O parte din funcțiile serverelor și proxy-urilor SIP, grupate sub denumirea colectivă de CSCF (Call Session Control Function), sunt folosite pentru a procesa semnalizarea SIP în IMS.
- P-CSCF (Proxy-CSCF) este un proxy SIP care este primul punct de contact pentru terminalul IMS. El se poate afla atât în rețeaua vizitată (în rețelele care implementează pe deplin IMS) sau în cadrul rețelei de bază (când rețeaua vizitată nu este încă IMS compatibilă). Anumite rețele pot folosi un Session Border Controller care să îndeplinească această funcție. Terminalul își va afla propriul P-CSCF fie prin intermediul DDHCP-ului, sau aceasta îi va fi alocat în Contextul PDP (din GPRS). 
  - îi este asignat terminalului IMS la înregistrare și nu se schimbă în perioada în care terminalul este înregistrat
  - stă în calea mesajelor de semnalizare și inspectează fiecare mesaj
  - autentifică utilizatorul și stabilește asociația de securitate IPsec cu terminalul IMS. Aceasta previne atacurile de tip spoofing și atacurile de tip replay și protejează confidențialitatea utilizatorilor. Alte noduri se încred în P-CSCF, și nu cer ca utilizatorul să se autentifice și la ele.
  - poate de asemenea să compreseze și să decompreseze mesajele SIP folosind SigComp, care duce la reducerea distanței round-trip pentru legăturile radio (care sunt destul de încete)
  - poate să includă un PDF (Policy Decision Function), care autorizează resursele din planul media, precum quality of service (QoS) din planul media. Este utilizat pentru controlul drepturilor de acces, administrarea lățimii de bandă, etc ... PDF poate de asemenea să fie o funcție separată.
  - generează de asemenea înregistrări folosite pentru taxarea serviciilor

- I-CSCF (Interrogating-CSCF) este un proxy SIP proxy aflat la marginea domeniului administrativ. Adresa IP este publicată în serverele DNS ale domeniului (folosind tipurile NAPTR și SRV ale serverului de nume), astfel încât serverele îndepărtate (ex: un P-CSCF dintr-un domeniu vizitat, sau un S-CSCF dintr-un domeniu străin) îl poate localiza și folosi ca punct de intrare pentru toate pachetele SIP ale unui domeniu. I-CSCF interoghează HSS folosind interfețele Cx și Dx ale DIAMETER-ului, pentru a localiza utilizatorul și pentru a transmite apelurile SIP către S-CSCF de care aparține. Până la distribuía nr. 6 el poate fi folosit pentru a ascunde rețeaua internă pentru lumea din exterior (prin criptarea mesajelor SIP), caz în care este numit THIG (Topology Hiding Interface Gateway). Începând cu distribuția nr. 7 această funcție a fost scoasă din îndatoririle I-CSCF-ului , ea ținând de IBCF (Interconnection Border Control Function). IBCF este folosit drept pasarelă pentru rețelele externe, îndeplinind funcțiile de paravan de protecție și NAT.

- S-CSCF (Serving-CSCF) este nodul central din planul apelului. Este un server SIP, dar asigură și controlul sesiunii în același timp. Se află în rețeaua de bază. S-CSCF folosește interfețele Cx și Dx din DIAMETER până la HSS pentru a descărca și încărca profile de utilizatori - nu are o stocare locală a utilizatorilor.
  - se ocupă de cererile de înregistrare SIP, care îi permit să asocieze localizarea utilizatorului( ex: adresa IP a terminalului) și adresa SIP
  - prelucrează și filtrează toate mesajele de semnalizare
  - decide care server aplicație va primi mesajul SIP, pentru ca acesta să ofere serviciul
  - asigură servicii de routare, de obicei folosind interogări de tip ENUM
  - pune în aplicare politica operatorului de rețea

#### Servere de aplicații
Serverele de aplicații găzduiesc și execută servicii, și comunică cu S-CSCF folosind un protocol de inițiere a sesiunii (SIP). Acest lucru permite diferiților furnizori de aplicații o integrare facilă și o răspândire rapidă a serviciilor lor peste infrastructura IMS. Exemple de servicii sunt:
- Servicii de ascundere a identității (CLIP, CLIR, ...)
- Apel în așteptare, „apasă și vorbește”
- Redirecționarea apelului, transferul apelului
- Servicii de blocare a apelurilor, identificarea apelantului
- Interceptare legală
- Servicii de anunțuri
- Apel de tip conferință
- Mesagerie vocală, sintetizare vocală, recunoaștere vocală
- Servicii de localizare
- SMS, MMS
- Informații de prezență, mesagerie instantanee

În funcție de serviciul propriu-zis, serverele de aplicații pot opera în mod SIP proxy, mod SIP US (agent utilizator) sau mod SIP B2BUA (agent utilizator spate în spate). Un server de aplicații poate fi amplasat în rețeaua de bază a utilizatorului sau într-o terță rețea externă. Dacă este localizat în rețeaua de bază, el poate interoga HSS-ul folosind interfața Sh a DIAMETER-ului (căutând SIP-AS și OSA-SCS) sau interfața MAP (căutând IM-SSF).
- SIP AS : Serverele de aplicații native IMS
- OSA-SCS : un Open Service Access - Service Capability Server interfațând cu un server de aplicații de tip OSA folosind Parlay
- IM-SSF : un IP Multimedia Service Switching Function interfațând cu un server de aplicații CAMEL utilizând CAP

#### Servere media
Un MRF (Media Resource Function) asigură resursele media dintr-o rețea de bază. Este folosit pentru:
- Redarea anunțurilor (audio/video)
- conferință multimedia (ex: mixarea fluxurilor audio)
- sintetizare și recunoaștere vocală.
- Translatarea în timp real a datelor multimedia (ex: conversații dintre două codecuri diferite

Fiecare MRF poate fi împărțit mai departe în :
- Un MRFC (Media Resource Function Controller) este un nod din planul de semnalizare care se comportă ca un agent utilizator SIP pentru S-CSCF și care controlează MRFP folosind interfața H.248
- Un MRFP (Media Resource Function Processor) este un nod din planul de media care implementează toate funcțiile de tip media.

#### „Pasarele de evadere”
Un BGCF (Breakout Gateway Control Function) este un server SIP care include funcționalități de rutare pe baza numerelor telefonice. Este folosit de asemenea când se sună de la un telefon IMS la un telefon din rețeaua cu comutație de circuite, precum PSTN sau PLMN.

#### Pasarele PSTN
O pasarelă PSTN/CS face interfața cu rețelele cu comutație de circuite PSTN. Pentru semnalizare, rețelele CS folosesc ISUP (sau BICC) peste MTP, în timp ce IMS folosește SIP peste IP. Pentru media, rețelele CS folosesc PCM, în timp ce IMS folosește RTP.
- Un SGW (pasarelă de semnalizare) face interfața cu planul de semnalizare din rețelele CS. El transformă protocoalele de nivel mai mic precum CTP (care este un protocol IP) în MTP (care este un protocol SS7), pentru a transmite ISUP de la MGCF la rețeaua CS.
- Un MGCF (Media Gateway Controller Function) face conversia de protocol între SIP și ISUP, face interfața cu SGW peste SCTP. Controlează de asemenea resursele dintr-un MGW printr-o interfață H.248.
- Un MGW (pasarelă media) face interfața cu planul media din rețelele CS, prin transformarea RTP și PCM. El poate de asemenea face transcodarea când nu se potrivesc codecurile (ex: IMS încearcă să folosească AMR, iar PSTN folosește G.711).

### Descrierea interfețelor
| Numele interfeței | Componentele IMS                    | Descriere | Protocol     |
| ----------------- | ----------------------------------- | --- | ------------ |
| Gm                | UE, P-CSCF                          | Folosit pentru a schimba mesaje între UE și CSCF-uri                                                                                            | SIP          |
| Mw                | P-CSCF, I-CSCF, S-CSCF              | Folosit pentru a schimba mesaje între CSCF-uri                                                                                                  | SIP          |
| ISC               | S-CSCF, I-CSCF, AS                  | Folosit pentru a schimba mesaje între CSCF și AS                                                                                                | SIP          |
| Cx                | I-CSCF, S-CSCF, HSS                 | Folosit pentru comunicația între I-CSCF/S-CSCF și HSS                                                                                           | DIAMETER     |
| Dx                | I-CSCF, S-CSCF, SLF                 | Folosit de I-CSCF/S-CSCF pentru a localiza HSS-ul corect într-un mediu multi-HSS                                                                | DIAMETER     |
| Sh                | SIP AS, OSA SCS, HSS                | Folosit pentru comunicația între SIP AS/OSA SCS și HSS                                                                                          | DIAMETER     |
| Si                | IM-SSF, HSS                         | Folosit pentru schimbul de informații între IM-SSF și HSS                                                                                       | MAP          |
| Dh                | SIP AS, OSA, SCF, IM-SSF, HSS       | Folosit de către AS pentru a găsi HSS-ul corect într-un mediu multi-HSS                                                                         | DIAMETER     |
| Mm                | I-CSCF, S-CSCF, external IP network | Folosit pentru schimbul de mesaje între IMS și rețele IP externe                                                                                | Nespecificat |
| Mg                | MGCF -> I-CSCF                      | MGCF convertește semnalizarea ISUP la semnalizare SIP și transmite mai departe semnalizarea SIP către I-CSCF                                    | SIP          |
| Mi                | S-CSCF -> BGCF                      | Folosit pentru schimbul de mesaje între S-CSCF și BGCF                                                                                          | SIP          |
| Mj                | BGCF -> MGCF                        | Folosit pentru schimbul de mesaje între BGCF și MGCF în cadrul aceleiași rețele IMS                                                             | SIP          |
| Mk                | BGCF -> BGCF                        | Folosit pentru schimbul de mesaje între BGCF-uri între rețele IMS diferite                                                                      | SIP          |
| Mr                | S-CSCF, MRFC                        | Folosit pentru schimbul de mesaje între S-CSCF și MRFC                                                                                          | SIP          |
| Mp                | MRFC, MRFP                          | Folosit pentru schimbul de mesaje între MRFC și MRFP                                                                                            | H.248        |
| Mn                | MGCF, IM-MGW                        | Permite controlul resurselor la nivel utilizator                                                                                                | H.248        |
| Ut                | UE, AS (SSIP AS, OSA SCS, IM-SSF)   | Permite UE să administreze informațiile legate de serviciile sale                                                                               | HTTP         |
| Go                | PDF, GGSN                           | Permite operatorilor să administreze QoS la nivel utilizator și interschimbul de informații privind costul apelului dintre rețelele IMS și GPRS | COPS         |
| Gq                | P-CSCF, PDF                         | Folosit pentru interschimbul de informații privind deciziile de schimb dintre P-CSCF și PDF                                                     | DIAMETER     |

## Specificații

### Specificații3GPP
Pot fi descărcate de la http://www.3gpp.org/specs/numbering.htm . Lista de mai jos este o selecție restrânsă.
- TS 21.905 Glosar pentru specificațiile 3GPP
- TS 22.066 Suport pentru portabilitatea numerelor de telefonie mobilă (MNP); prima fază
- TS 22.101 Aspecte privind serviciul; principiile serviciului
- TS 22.141 Serviciul de prezență; prima fază
- TS 22.228 Cerințe de serviciu pentru subsistemul multimedia IP Core Network; prima fază
- TS 22.250 Gestionare de grup IMS; prima fază
- TS 22.340 Mesagerie IMS; prima fază
- TS 22.800 Abonamente și scenarii de accedere la IMS
- TS 23.002 Arhitectură de rețea
- TS 23.003 Numerotare, adrese și identificare
- TS 23.008 Organzarea datelor abonaților
- TS 23.107 Principii referitoare la calitatea serviciilor (QoS)
- TS 23.125 Funcționalitate la nivel înalt și impractul arhitectural al taxării în flux; faza a doua
- TS 23.141 Serviciul de prezență; arhitectură și descriere funcțională; faza a doua
- TS 23.167 Sesiunile de urgență IMS
- TS 23.207 Conceptul și arhitectura calității integrale a serviciilor (QoS)
- TS 23.218 Manipularea sesiunii IMS; model de apel MI; Stage 2
- TS 23.221 Cerințe arhitecturale
- TS 23.228 IMS, faza a doua
- TS 23.234 Interacțiune WLAN
- TS 23.271 Servicii de localizare; Descriere funcțională; faza a doua
- TS 23.278 Customized Applications for Mobile network Enhanced Logic (CAMEL) - interacțiune IMS; faza a doua
- TS 23.864 Comunitate și interoperabilitate între rețelele de bază IMS
- TR 23.867 Sesiuni de urgență IMS
- TS 23.917 Îmbunătățiri la nivelul politicilor de control dinamic pentru calitatea integrală a serviciilor; studiu de fezabilitate
- TS 23.979 Aplicații 3GPP pentru servicii celulare de tip „Apasă și vorbește”; faza a doua
- TR 23.981 Aspecte de interacțiune și scenarii de migrație pentru implementările IMS bazate pe protocolul IPv4
- TS 24.141 Servicii de prezență care folosesc subsistemul IMS Core Network; faza a doua
- TS 24.147 Aplicații de conferință cu subsistemul IMS Core Network
- TS 24.228 Fluxuri de semnalizare pentru controlul apelurilor IMS în bază de SIP și SDP; faza a treia
- TS 24.229 Protocolul de control al apelurilor IMS în bază de SIP și SDP; faza a treia
- TS 24.247 Mesagerie prin subsistemul IMS Core Network; faza a treia
- TS 26.235 Aplicații de conversație multimedia prin schimb de pachete; codecuri implicite
- TS 26.236 Aplicații de conversație multimedia prin schimb de pachete; protocoale de transport
- TS 29.162 Interacțiunile dintre IMS și rețelele IP
- TS 29.163 Interacțiunile dintre IMS și rețelele cu comutație de circuit (CS)
- TS 29.198 Open Service Architecture (OSA)
- TS 29.207 Control metodic asupra interfeței Go
- TS 29.208 Fluxuri de semnal pentru calitate integrală a serviciilor
- TS 29.209 Control metodic asupra interfeței Gq
- TS 29.228 Interfețele IMS Cx și Dx : fluxuri de semnal și conținuturi de mesaje
- TS 29.229 Interfețe IMS Cx și Dx bazate pe protocolul DIAMETER; Detalii despre protocol
- TS 29.278 Specificațiuni CAMEL Application Part (CAP) pentru IMS
- TS 29.328 Interfața IMS Sh : fluxuri de semnal și conținuturi de mesaje
- TS 29.329 Interfața IMS Sh în bază de protocol DIAMETER; Detalii despre protocol
- TS 29.962 Interacțiunea semnalelor între profilul 3GPP SIP și alte distribuții non-3GPP SIP
- TS 31.103 Caracteristici ale aplicației IMS Identity Module (ISIM)
- TS 32.240 Gestiunea telecomunicațiilor; Gestiunea taxării; Arhitectura taxării și principii
- TS 32.260 Gestiunea telecomunicațiilor; Gestiunea taxării; taxare IMS
- TS 32.299 Gestiunea telecomunicațiilor; Gestiunea taxării; Aplicații de taxare DIAMETER
- TS 32.421 Gestiunea telecomunicațiilor; Localizarea abonatului și echipamentului: Concepții asupra localizării și cerințe
- TS 33.102 Securitate 3G; arhitectura de securitate
- TS 33.108 Securitate 3G; Handover interface for Lawful Interception (LI)
- TS 33.141 Servicii de prezență; securitate
- TS 33.203 Securitate 3G; Acces sigur pentru serviciile în bază de IP
- TS 33.210 Securitate 3G; Network Domain Security (NDS); Securitatea pe nivele a rețelei IP
- TS 33.978 Aspecte de securitate ale primului subsistem multimedia IP (IMS)

### SpecificațiiIETF
- RFC 2327 Session Description Protocol (SDP)
- RFC 2748 Common Open Policy Server protocol (COPS)
- RFC 2782 o înregistrare de resursă DNS pentru specificarea serviciilor de localizare (SRV)
- RFC 2806 URL-uri pentru apelurile telefonice (TEL)
- RFC 2915 înregistrarea de resursă DNS a cursorului autorității pentru denumiri (NAPTR)
- RFC 2916 număr E.164 și DNS
- RFC 3087 Controlul serviciului prin SIP Request-URI
- RFC 3261 Session Initiation Protocol (SIP)
- RFC 3262 fiabilitatea răspunsurilor provizorii (PRACK)
- RFC 3263 localizarea serverelor SIP
- RFC 3264 un model de ofertă/răspuns pentru Session Description Protocol
- RFC 3265 SIP-Specific Event Notification
- RFC 3310 Autentificare HTTP de tip digest prin Key Agreement (AKA)
- RFC 3311 metodă de actualizare
- RFC 3312 integrarea gestionării resurselor și SIP
- RFC 3319 opțiuni DHCPv6 pentru serverele SIP
- RFC 3320 signalling compression (SIGCOMP)
- RFC 3323 un mecanism de confidențialitate pentru SIP
- RFC 3324 cerințe pe termen scurt pentru identitățile manifestate în rețea
- RFC 3325 extensii private la SIP pentru identitățile manifestate în rețelele de încredere
- RFC 3326 preambul motiv
- RFC 3327 preambul extensie pentru înregistrarea contactelor non-adiacente (path header)
- RFC 3329 acord cu privire la mecanismul de securtate
- RFC 3420 mesaj/sipgraf Internet Media Type
- RFC 3428 extensie SIP pentru mesageria instantanee
- RFC 3455 extensii cu preambul privat pentru SIP
- RFC 3485 dicționar static SIP și SDP pentru compresia semnalului
- RFC 3515 metoda SIP REFER
- RFC 3550 Real-time Transport Protocol (RTP)
- RFC 3574 scenarii de tranziție către rețelele 3GPP
- RFC 3588 protocolul de bază DIAMETER
- RFC 3589 coduri de comandă DIAMETER pentru distribuția 3GPP nr. 5 (informațional)
- RFC 3608 antent extensie pentru descoperirea căii serviciului în timpul înregistrării
- RFC 3665 SIP Basic Call Flow Examples
- RFC 3680 pachet de evenimente SIP pentru înregistrări
- RFC 3725 cele mai bune practici curente pentru Third Party Call Control (3pcc) în SIP
- RFC 3824 folosirea numerelor E164 în SIP
- RFC 3840 indicarea capabilităților agentului utilizator în SIP
- RFC 3841 preferințe apelant pentru SIP
- RFC 3842 pachet de evenimente SIP pentru indicarea mesajelor în așteptare și a subiectului
- RFC 3856 pachet de evenimente SIP pentru servicii de prezență
- RFC 3857 pachet-șablon de evenimente SIP pentru culegerea informațiilor despre urmăritor
- RFC 3858 formatul bazat pe XML pentru culegerea informațiilor despre urmăritor
- RFC 3891 Preambul de înlocuire SIP
- RFC 3903 Extensie SIP pentru publicarea stării evenimentului
- RFC 3911 Preambul de juxatapunere SIP
- RFC 4028 cronometre de sesiune în SIP
- RFC 4235 un pachet de evenimente de dialog inițiat de INVITE pentru SIP
- RFC 4475 Session Initiation Protocol (SIP) Torture Test Messages